# 四季おりおりっ!
『四季おりおりっ!』（しきおりおりっ）は、稲城あさねによる日本の4コマ漫画作品。

## 概要
家族と季節をテーマにしており、季節のイベントを過ごす中で家族の絆を深めていく物語。イベント（文化や風習）を中心に雑学も多く含まれている。笑いあり、感動ありの4コマ漫画。
一迅社発行の『まんが4コマKINGSぱれっと』にて、VOL.2より連載開始。連載当初は隔月の掲載であったが、2008年4月号より毎月の掲載となり、2012年3月号まで連載された。同誌の表紙も複数回飾っている。

## 登場人物

### 四季家
四季 春菜（しき はるな）
四季家の長女。大学生。バイクの免許を持っている。
作中唯一の糸目で、長身（170cmちょっと）。見た目もそうだがおっとりとした性格で懐が広い。周囲からは「おっとりしすぎ」「天然」と言われている。
幼い頃はひどい喘息で体が弱く、家で行動制限されるほどであったため、幼い頃妹たちに姉らしいことをしてやれなかったことを悔やみ、「立派なお姉ちゃん」を目指していたが、なぜかチーム「武士（もののふ）」を率いる「立派な姉御」となってしまった元ヤン。
大学生だが、色恋沙汰にはまったく縁が無いようで、バイトの面接を「お見合いだと思えば」と言われただけで慌てるほど。
カードゲームが得意で読書好きのインドア派。その一方で友人が多く、バイクで出かける行動派でもある。
料理や運動が苦手で、花粉症。
怪談などの怖いモノが苦手でもある。
体型を気にしており、減量目的に駅伝大会に参加したり、体重計の前で打ちひしがれたりしているものの、中学の制服がまだ入る。
普段は大学の授業の後、スーパー「ウルトラ」にてバイトをしている。
四季 夏希（しき なつき）
四季家の次女。双華西高校に通う高校生。獅子座。原チャリの免許を持っている。四季姉妹の中で唯一左利き。
他人のことを優先してきたため自己表現が極端に下手。しかし、他の姉妹同様に家族に対する愛情は深い。秋乃曰く「姉妹で一番の寂しがりや」。
特に自分を慕っている秋乃に対しては勉強を見たり言葉の間違いを訂正するだけでなく、秋乃が後を追って入学することを見越して「秋乃が努力すれば入れる学校」を選ぶなど何かと面倒を見ている。
普段は表情を見せないが、家族が怪我・遭難をした際は動揺していた。
教師にも「天才朴念仁」と称されているほど極めて優秀。中間試験ではパーフェクトを出した上に解答用紙に逆にパズルを出題する余裕を見せる。
学業だけでなく非常に知識の幅が広く、本作の雑学の解説はほぼ彼女が行う。
また、運動神経も優れている文武両道の上、料理も出来る。
さらに無欲でもあり「自分がもらって嬉しい物」に対して「授業用のルーズリーフ」と答えていたり、七夕の短冊には「毎日が平和で在りますように。」と書いている。
四季 秋乃（しき あきの）
四季家の三女。夏希と同じ双華西高校に通う高校1年生。
常に元気で能天気。運動能力が非常に優れているが、球技は若干苦手。特に足が早く、夏希には「軽く車並みのスピード」と称されている。
姉や妹からもよく（夏希と同じ）高校に入れたものだと感心されるほど勉強は苦手だが、夏希の指導があるため赤点は回避している。
イベント事が大好きで率先して行動をし、誰よりも楽しむ。
難しい言葉を使おうとするが、必ずどこか間違えており、大抵夏希（時には妹の冬香にも）指摘される。
姉の夏希を非常に慕っており、序盤は若干百合の香りがしたが、いつの間にか普通のお姉ちゃん子になっている。
ちなみに料理は出来ない。
妹の冬香にとっては手の掛る妹のようでもあり、頼りになる姉でもある。
四季 冬香（しき ふゆか）
四季家の四女。小学生。
末っ子でありながら四季家の家事をこなす。
料理の腕が良く、何事にも地味ながら努力をする。いわゆる可もなく不可もなくのタイプで、成績は100点を取ることもなければ、0点を取ることもない。
ただし水泳は苦手で、水の中で目を開けることすら出来ない。
非常に大食いで、お弁当におにぎりを50個（それでも少な目らしい）入れようとしたり、ケーキ屋では「何ホール買っていいの」と発言している。
よく食べるが背は伸びない（本人も気にしている）ため、アホ毛を加えても130cmに満たない。
一人称は「ウチ」で、姉たちを「お姉ぇ（もしくは○姉ぇ）」、母を「おかん」と呼ぶ。
夏休みには毎日ラジオ体操に参加したり、サンタを信じていたり、雷や怪談などの怖いモノが苦手だったりと年相応の子供らしい面が多い。
四季 暦
四季家の母。
家族と離れ、ニューヨークで働くキャリアウーマン。業種は不明だが、社長らしい。夫との交際中は交換日記をしていた様子。娘たちとは離れて暮らしていても、母の日に娘たちから愛情のこもったプレゼントを貰っており、親子関係は良好な様子。
また、四季家が南関東にあり、庭付きの一戸建て（しかも個人の部屋や書斎があり庭も広い）であること、学生4人（うち一人は大食い）を抱えること、特に節約をしている描写がなく、時には外食も出来る程度に余裕があることから、収入はかなりある模様。
ちなみに40代。
四季 歳也
四季家の父。故人で、冬香が1歳くらいの時に亡くなっている。
夏希に似ているらしい。春菜曰く、一言で言うと「誠実な人」。生前は海外で仕事をしており、日本に帰ってくる度に春菜に洋書を買ってきており、その数は書斎が出来る程に。

### 春菜の友人（チーム「武士」）
武蔵 弁慶（むさし べんけい）
春菜を「先代」と慕う春菜の友人。与一のみ「後輩」とされているため、同い年と思われる。
背が高い上に顔が怖いため、素顔で子供に泣かれたことがあるらしい。その一方で、冬香にお菓子を与えるなど、子煩悩の気配を見せる。
春菜に対してひっそり思慕を抱いている。
名前の由来は武蔵坊弁慶。
佐藤 継信（さとう つぐのぶ）
弁慶同様、春菜の友人。こちらも同様の理由で同い年と思われる。
剣道とバッティングが得意だが、ダーツは不得手の模様。
春菜に対してこっそり思慕を抱いている。
名前の由来は佐藤継信。
那須 与一（なす よいち）
春菜を「センパイ」、弁慶と継信をさん付けで呼んでいる後輩。女性。
現在のチームリーダーを務めているが、肩書が『総長代理待遇見習い心得』。
春菜を心底慕っており、その優しさに涙することもある。また、喜怒哀楽が非常にはっきりとしている。
名前の由来は那須与一。
常盤御前（ときわ みさき）
チーム「武士」の春菜の前のリーダーをしていた。
この地域の不良社会で知らない人はいないほどのカリスマであり、巨大チーム「武士」を作り上げた。
春菜の入学式の日に偶然出会い、腹痛で動けないところを助けられる。
「命の恩人」である事と春菜の人柄や度胸を見込み、春菜にリーダーの座を譲った。
春菜にとって初の「友人」でもある。
名前の由来は常盤御前。

### 夏希の友人
雨峰 みゆき（あまみね みゆき）
夏希のクラスの副担任で、数学教師。頻繁に仕事を夏希に依頼しているようだが、夏希に母の日に何を贈るべきかを相談されたりと、教師と生徒ながら親しい間柄。
彼氏の名前が「ナツキ」なので、連呼したいという理由で夏希のことも名前で呼ぶ。
ちなみに20代で一人暮らし。彼氏とは遠距離恋愛中。
南雲 澪（なぐも みお）
夏希の友人で、情報通。夏希の後ろの席に座っている。
夏希とは幼稚園か小学校からの付き合い。
趣味も写真であり、一眼レフと思われるカメラを持ってはスクープを探している。
いつも棒付きの飴を咥えている。
夏希のことを「ナツ」、雨峰を「あまみー」と呼ぶ。
文化祭ではくじの結果、実行委員を務めることになってしまった。

### 秋乃の友人
嵐山 もみじ（あらしやま もみじ）
家が料亭でお婆ちゃん子で、料理もお婆ちゃんから習っていたらしい。今は別々に住んでいる。「モミモミ」と呼ぶと怒る。
アンティーク好きであり、テンションが上がると非常に饒舌になる。
秋乃のクラスの学級委員をしている。また、文化祭では実行委員も務めた。

### 冬香の友人
山桜 左代（やまざくら さよ）
クラスメイトにも敬語を使う。夏休みの間に急激に身長が伸びた。
冬香を「ふーちゃん」、右馬を「ゆーくん」と呼ぶ。
両親は共働きらしい。
橘 右馬（たちばな ゆうま）
この年頃の男の子には珍しく、冬香や左代とよく遊んでいる。家は商店街でそば屋をやっている。
冬香からは「たっちー」と呼ばれている。
1年中ハーフパンツの元気な男の子。
名前の由来は橘公長。

### サブサブキャラクター
店長
春菜のバイト先の、スーパー「ウルトラ」の店長。接客業は笑顔が第一と考えており、春菜の笑顔を一目見て採用を決めた。
真面目で頑固そうな顔ではあるが、一人で黙々とラッピング作業をこなしたりする面もある。
常陸 海（ひたち うみ）
スーパー「ウルトラ」の惣菜コーナーのチーフで春菜の先輩。
面倒見がいい半面、自分にはずぼらで、そろそろ婚活をしようか迷い中らしい。
名前の由来は常陸坊海尊。
八百屋のおじさん
冬香と仲のいい八百屋のおじさん。
花屋のおじさん
冬香と仲のいい花屋のおじさん。冬香は商店街のおじさんたちに人気がある。

## 単行本
一迅社より「4コマKINGSぱれっとコミックス」として刊行されている。
1. 2008年12月5日発行 ISBN 978-4-7580-8023-1
2. 2010年3月5日発行 ISBN 978-4-7580-8068-2
3. 2011年6月5日発行 ISBN 978-4-7580-8119-1
4. 2012年5月5日発行 ISBN 978-4-7580-8145-0